# Umělecká beseda
Umělecká beseda je umělecký spolek sdružující od roku 1863 mnohé české umělce, teoretiky a mecenáše ve třech odborech: literárním, výtvarném a hudebním.

## Historie
Vítězslav Hálek, František Pivoda, Julius Grégr, Josef Wenzig, Dr. Jan Jeřábek, Dr. Antonín Mezník, Josef Richard Vilímek stáli u počátků Umělecké besedy v první řadě, vypracovali plán a organizaci a docílili 19. února 1863 jejich schválení, načež se dne 9. března sešla první valná schůze. Umělecká beseda byla prvním českým uměleckým spolkem. Měla a má tři besední odbory, literární, hudební a výtvarný. Prvním starostou Umělecké besedy se v roce 1863 stal Josef Wenzig. Prvními předsedy jednotlivých odborů byli: Bedřich Smetana (hudební), Josef Mánes (výtvarný) a Vincenc Vávra-Haštalský (literární).
Prvním vrcholem její činnosti byla 60. - 80. léta 19. století, v nichž českému umění dominovala tzv. „generace Národního divadla“ a kdy skutečně jen velmi málo významných tvůrců stálo mimo její řady. Řada besedníků dodnes slavných jmen z této doby je tedy nadobyčej dlouhá – z literárního odboru, který byl jakýmsi „mozkovým trustem“ sdružení, jmenujme za mnohé další aspoň Nerudu, Vrchlického, Sládka, Světlou, Zeyera ad., z výtvarníků to byli třeba Schnirch, Myslbek, Aleš, Chittussi aj., mezi aktivními členy hudebního odboru nacházíme i takové velikány, jakými byli Antonín Dvořák či Zdeněk Fibich…
Umělecká beseda patřila od počátku své existence mezi nejdůležitější a nejvlivnější umělecká sdružení v Čechách, mezi zakladateli spolku lze najít i taková jména jako Bedřich Smetana či Josef Mánes. Když se stal ministrem školství a osvěty Zdeněk Nejedlý, navrhl v souladu s usnesením ÚV KSČ z června 1948  v roce 1953 zákon 115/1953 Sb., který byl kodifikován Národním shromážděním, které nemělo mandát ze svobodných voleb, ale vzniklo 30.května 1948 z jednotné kandidátky Národní fronty vytvořené po únorovém převratu. Na základě tohoto zakona byla Umělecká beseda včetně organizací, ve kterým měla majetkový podíl postupně do r.1972 zlikvidována a podle vzoru německé  Reichsmusikkammer byl založen Český hudební fond, který převzal majetek Umělecké besedy a organizací, ve kterých měla majetkový podíl  a z konfiskovaných prostředků řídí kulturu v duchu leninismu podle představ Zdeňka Nejedlého a po jeho smrti jeho některých žáků.
V roce 1990 byla činnost spolku obnovena, ale zkonfiskovaný majetek vrácen nebyl.

## Družstvo Umělecká beseda
Spolek Umělecká beseda založil spolu s Františkem Jandou, Václavem Štěpánem, Václavem Rabasem a dalšími stejnojmenné družstvo. Toto družstvo zakoupilo dům č.p. 441 na Malé Straně a v sousedství na místě staršího domu čp. 473/III (č. o. 3) postavilo podle projektu arch. Františka Jandy a Čeňka Vořecha novostavbu budovy Umělecké besedy č.p. 487. Budova byla zkolaudována rozhodnutím Magistrátu HMP č.j.III-26942/25 ze dne 14. října 1925. 7. listopadu 1925 se do budovy nastěhovali první obyvatelé. Ulice byla přejmenována na Besední. V budově se nacházely dva koncertní sály a Alšova výstavní síň. V besedním domě pořádal spolek pravidelné výstavy svých členů, ale i domácích a zahraničních hostů, koncerty, přednášky, diskuse i řadu dalších bohatě navštěvovaných společenských akcí. S touto budovou jsou spojeny také počátky Osvobozeného divadla (první představení Voskovce a Wericha) i Frejkova divadélka Dada. Besední dům se rovněž stal sídlem besedního hudebního vydavatelství, Hudební matice, nejvýznamnějšího československého podniku toho druhu, které si získalo svou úrovní i velký mezinárodní ohlas. Sídlila v něm i redakce besední výtvarné revue Život (vydávané až do roku 1949, v její redakci působili mj. Vladimír Holan, Josef Čapek a Karel Šourek) a také hudební revue Tempo. Po příchodu komunistů k moci byla na majetek družstva uvalena 11. července 1945 nucená správa a do budovy č.p. 487 bylo roce 1954 nastěhováno kino Jana Nerudy provozované Čs. státním filmem, které neplatilo řádné nájemné a družstvu vytvořilo dluh. Majetek družstva, který se rozrostl na čtyři budovy v Praze (budovy č.p. 441 a 478 na Malé Straně, č.p. 592 v Bubenči a č.p. 1494 na Žižkově), byl v roce 1960 zkonfiskován. Výstavní síň byla ještě několik let zachována , z jednoho z koncertních sálů se stalo kino (nyní divadlo), druhý byl rozpříčkován na kanceláře.
V současnosti v budově sídlí Divadlo Na Prádle.

## Mimopražské Umělecké besedy
- Na Slovensku působila odnož pražského spolku s názvem Umelecká beseda slovenská.
- Umělecké besedy jako umělecká a kulturní sdružení vznikaly v dalších městech, např. v Plzni nebo v Brně.[zdroj?]

## Významní členové Umělecké besedy (výběr)

### Generace zakladatelů UB
- Mikoláš Aleš – malíř
- Karel Jaromír Erben – básník a folklorista
- Josef Bohuslav Foerster – hudební skladatel
- Vítězslav Hálek – básník
- Jan Harrach – politik, mecenáš a podnikatel
- Eduard Herold – malíř a spisovatel
- Rudolf Chotek – velkostatkář a politik
- Ferdinand Karel Kinský – velkostatkář
- Josef Mánes – malíř
- Jindřich Jaroslav Clam-Martinic – velkostatkář a politik
- Jan Evangelista Purkyně – vědec a umělec
- Karel Purkyně – malíř
- Adolf Josef ze Schwarzenbergu –  vévoda krumlovský, zemský a říšský poslanec
- Bedřich Smetana – hudební skladatel
- Anton Waldhauser – malíř

### Generace avantgardy
- Josef Čapek – malíř a spisovatel
- Václav Štěpán – klavírista, skladatel a hudební teoretik
- Jan Zrzavý – malíř
- Václav Rabas – malíř
- Vlastimil Rada – malíř
- Kamil Lhoták – malíř
- František Tichý – malíř
- Jaroslav Ježek – hudební skladatel
- Jiří Voskovec a Jan Werich – divadelníci a herci

### Současní členové
Aktuální seznam členů Umělecké besedy je uveden na její webové stránce.